# Namastê

Uma dançarina Mohiniyattam fazendo o gesto de namastê

Namaste (em sânscrito: नमस्ते, [nʌmʌsˈteː]) é um cumprimento ou saudação com origem no sânscrito. Namaskara é considerado uma forma ligeiramente mais formal, mas ambas as expressões revelam um grande sentimento de respeito.
É utilizada principalmente na Índia e no Nepal por hindus, sikhs, jainistas e budistas. Nas culturas indianas e nepalesas, a palavra é dita no início de uma comunicação verbal ou escrita. Contudo, o gesto feito com as mãos dobradas é feito sem ser acompanhado de palavras quando se despede. No yoga, namaste é algo que se dirá ao instrutor e que, nessa situação, significa “sou o seu humilde criado”.
Literalmente significa "curvo-me diante de ti"; a palavra provém do sânscrito namas, "curvar-se", "fazer uma saudação reverencial", e (te), "te". A palavra "Namas" antes do som "t" não precisa da aplicação do ajuste eufônico (Sandhi) e, portanto, não se transforma em "Namaḥ".
Quando dito a outra pessoa, é normalmente acompanhada de uma ligeira vénia feita com as duas mãos pressionadas juntas, as palmas tocando-se e os dedos apontando para cima, no centro do peito. O gesto também pode ser realizado em silêncio, contendo o mesmo significado.
No geral significa: Minha atenção e respeito a você; o divino em mim, reconhece o divino em você.

## Usos na cultura sul-asiática
Ainda quando saudação, um namastê pode ser dito com as mãos juntas em frente ao tórax com uma ligeira curvatura. Para indicar profundo respeito, pode-se colocar as mãos em frente a testa, no caso de reverência a um deus ou santidade, coloca-se a mão completamente acima da cabeça.
Namastê é também usado como um cumprimento na comunicação escrita, ou geralmente entre pessoas que se conhecem.
Em algumas partes da Índia (por exemplo, a área onde se fala a língua punjabe), namastê é usado não somente para cumprimentar Hindus mas para todo mundo. As saudações completas para Muçulmanos são Assalamu Alaikum e para Sikhs é Sat Sri Akaal. Mas "namastê" é aceito em todas religiões.
Entretanto, no Sri Lanka, esta comumente tem um significado diferente. O gesto é usado para saudar (bem como se despedir) de pessoas com o verbo "Aayubowan". Aayubowan significa de forma aproximada, "que você tenha uma longa vida". Quando usado em funeráis para cumprimentar os convidados, a parte verbal é geralmente omitida. O gesto aayubowan é também um símbolo cultural do Sri Lanka e da hospitalidade cingalesa. Este também é usado por comissários de bordo cingaleses para cumprimentar os passageiros e em outros sinais de hospitalidade.

## Significado de Namaste
- Em Sânscrito namas + te = namaste.  Significa – Eu me curvo a você – meus cumprimentos, saudações ou reverência a você. Namas não pode ser confundido com “na ma” (não é meu), porque, nesse caso, o "a" de "ma" seria longo. Ainda assim, algumas pessoas entendem que a palavra tem relação com um significado espiritual de negação ou redução do próprio ego na presença do outro.

## Significados na cultura global
Namaste é uma das algumas palavras sânscritas comumente reconhecidas por aqueles que não falam hindi. No Ocidente, ela é usada para indicar a cultura sul-asiática em geral.
Namaste é particularmente associada a aspectos da cultura sul-asiática como  o vegetarianismo, o yoga, e o hinduísmo.
O Namaste também se tornou popular entre os jovens, principalmente entre os que vivem em grandes centros urbanos. O nome se popularizou entre pessoas que são grandes admiradoras da natureza, dos astros e do espaço. 